# Negauer Helm

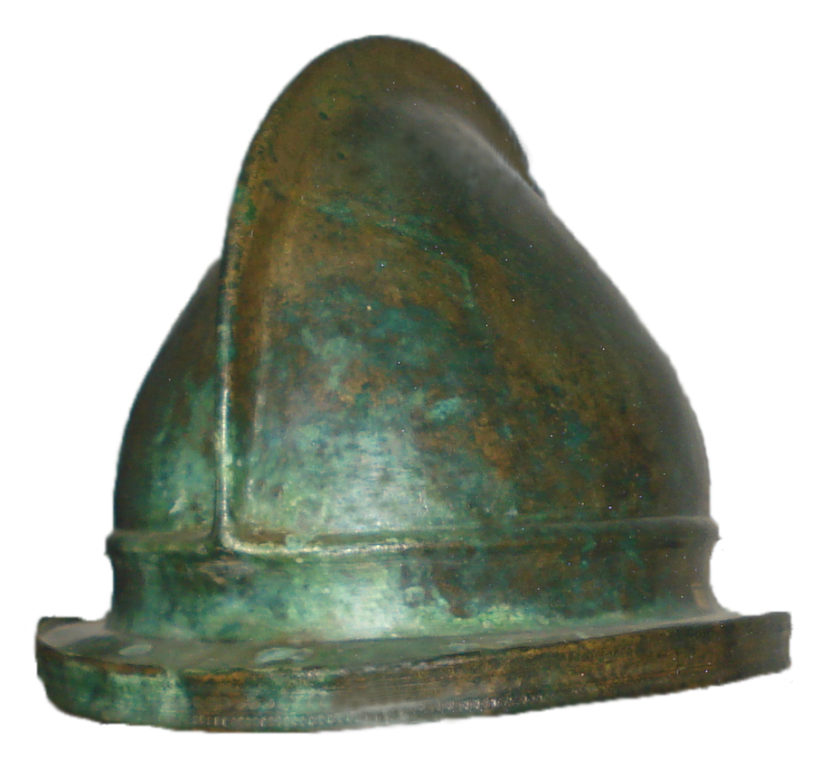
Helm vom Typ Negau; Daone im Museo di Santa Giulia, Brescia

Ein Negauer Helm ist eine eisenzeitliche Helmform, benannt nach dem 1811 entdeckten Helmdepot in Ženjak nahe dem Weiler Obrat, in der damaligen Herrschaft Negau, heute Negova, Slowenien.

## Fundort
Im Depot fanden sich 26 Helme aus dem 5. bis 2. Jahrhundert v. Chr., sodass die Entstehungszeit dieser Helme über 300 Jahre auseinander liegt.

## Entwicklung und Verbreitung
Diese Helmform der Eisenzeit entwickelte sich um die Mitte des 6. Jahrhunderts v. Chr. aus den Buckelhelmen mit Kehle, die vorwiegend im Picenum hergestellt und verbreitet waren. Später verlagerte sich die Herstellung der Negauer Helme aber nach Etrurien, in den Alpenraum und nach Slowenien. Ausgrabungen in Idrija bei Bača zeigten, dass die Helme im Südostalpenraum bis ins letzte Jahrhundert v. Chr. in Gebrauch waren. Inzwischen sind ca. 340 Helme bzw. Helmfragmente der verschiedenen Typen der Negauer Helme bekannt.

## Form und Dekor

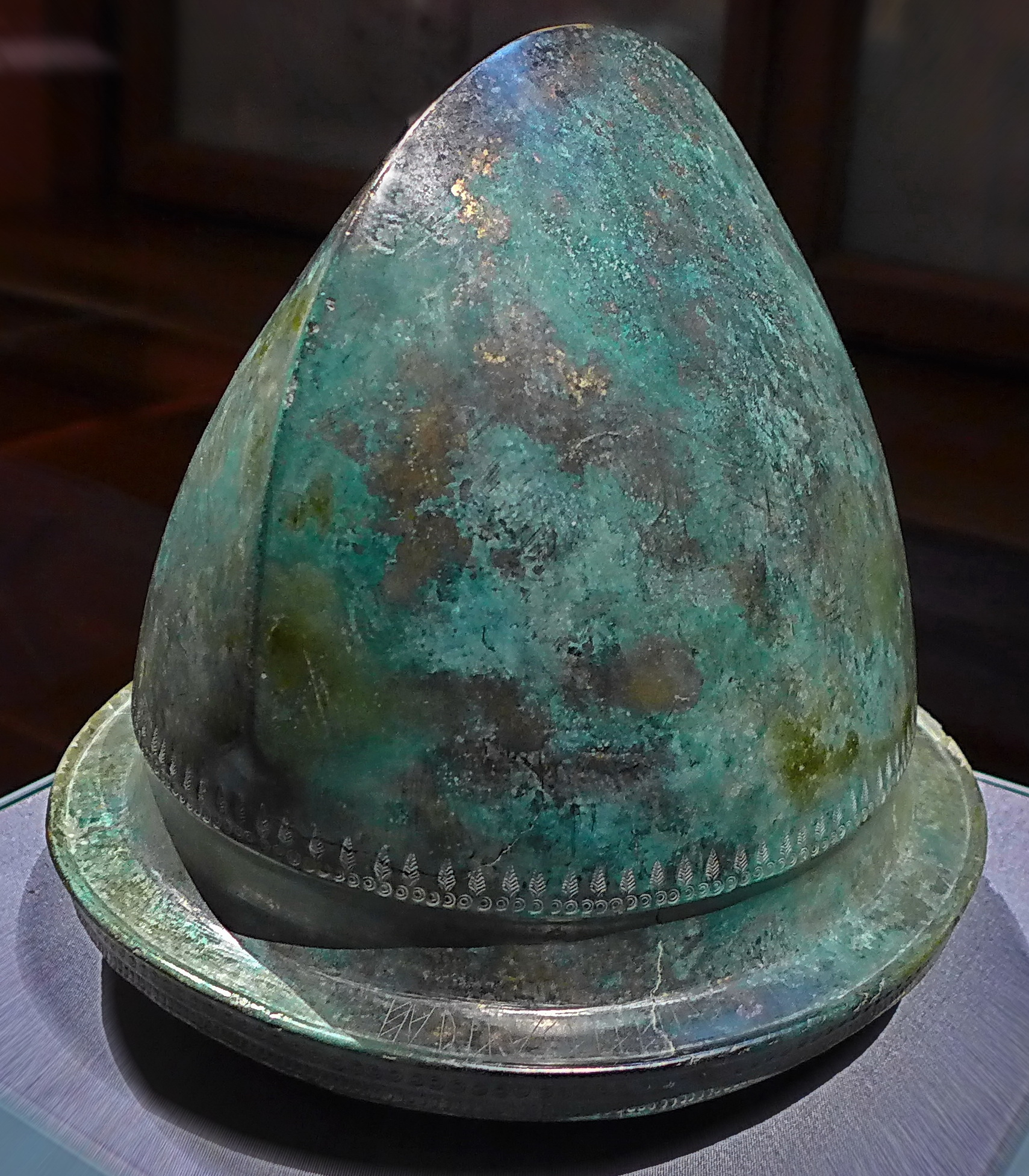
Helm von Negau B; Kunsthistorisches Museum, Wien

Die Negauer Helme bestehen fast immer aus Bronze, die Mehrzahl wurde gegossen und noch zusätzlich im Helminneren ausgetrieben. Ihre Blechstärke variiert von 1 bis 3 mm. Typische Merkmale sind die Krempe, die Kehle an der Basis sowie ein separates Futterblech im Helminneren. Wichtigste Neuerung gegenüber den Vorformen ist die mit einem Grat versehene halbrunde Kalotte.
Neben einigen Helmen mit Inschriften ist der Großteil der Helme mit Reihen aus Kreisaugen, Spiralaugen, Rechtecken, Bäumchen, Palmetten in Stempelzier oder mit Flechtbändern verziert.
Auf Grund von Vorkommen, Herstellungsmerkmalen und Verzierungselementen werden Negauer Helme in regionale Gruppen unterteilt und Typen zugeordnet:
Negauer Helme in Mittelitalien (Etrurien, Picenum, Emilia-Romagna)
- Typ Belmonte
- Typ Volterra
- Typ Vetulonia
- Typ Vetulonia nahestehende Prunkhelme

Negauer Helme in Slowenien (Unterkrain)
- Italisch-Slowenischer Typ
- Slowenischer Typ

Negauer Helme im Alpengebiet (Oberitalienisches Seengebiet, Oberläufe der Etsch, des Inn, des Rhein und ihre Nebentäler)
- Italisch-Alpiner Typ
- Alpiner Typ

## Beschriftete Helme

### Der Helm A
Der sogenannte Helm A aus dem Depotfund von Negau (Ženjak) trägt vier Inschriften, die relativ sicher dem Rätischen zuordenbar sind. Drei Inschriften sind möglicherweise als Weiheformeln deutbar mit der Nennung des Trägers des Helms und der verehrten Gottheit. Die vierte Inschrift besteht nur aus einem Wort.

### Der Helm B

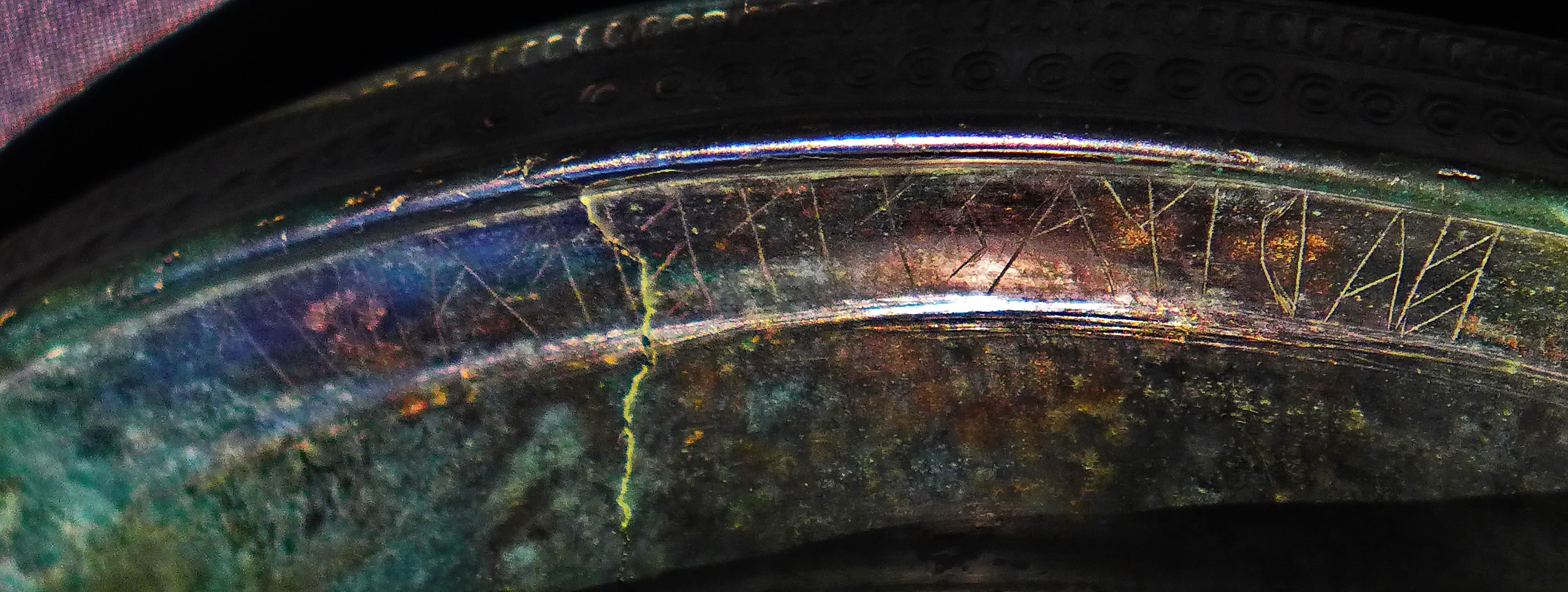

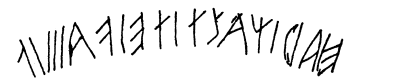

Dieser im Kunsthistorischen Museum Wien ausgestellte Bronzehelm ist mit eingepunzten Ornamenten geschmückt und trägt auf der Krempe mehrere eingeritzte Inschriften. Er zählt zu den ältesten Helmen aus dem Depotfund von Negau (Ženjak). Der Helm stammt wohl schon aus dem 5. Jahrhundert v. Chr., er dürfte allerdings erst im 2. oder beginnenden 1. Jahrhundert v. Chr. in Negau deponiert worden sein. Die Form des Helmes ist etruskisch.
Berühmt ist dieser Helm wegen der eingeritzten Inschrift auf der Krempe in einem venetischen oder rätischen Alphabet. Die von rechts nach links zu lesende Inschrift:

𐌇𐌀𐌓𐌉𐌊𐌀𐌔𐌕𐌉𐌕𐌄𐌉𐌅𐌀///𐌉𐌐
 harikastiteiva\\\ip (eine mehrerer möglicher Lesungen).
Seit den 1920er Jahren wird die Inschrift als Name eines germanischen Besitzers („Harigast“) oder eine germanische religiöse Widmung („dem göttlichen Gast des Heeres“) gedeutet. Dieser These folgend würde sich auf dem Helm einer der ältesten erhaltenen Textbelege germanischer Sprache mit abgeschlossener Lautverschiebung finden. Die Annahme einer Germanizität der Inschrift ist allerdings phonetisch und grammatisch problematisch und daher umstritten.
Die Datierung der Inschrift ist unsicher, wird aber eher gegen Ende der Nutzungszeit des Helmes angenommen.

## Video
- Die Negauer Helme – Eine Spurensuche. InterArch-Steiermark, Universalmuseum Joanneum, Vis-à-vis Film, Graz 2012; DVD, 30 Minuten